# Trollskogen
Trollskogen är ett naturreservat beläget vid Ölands nordostligaste udde, och är en del av Ekopark Böda. Trollskogen har tidigare varit skyddat som domänreservat. Trollskogens sydöstra gräns sammanfaller med naturreservatet Bödakustens östras nordgräns.

## Växter och djur
Närmast stranden på Östersjösidan står tallar, ofta mycket gamla, som fått sina förvridna former av vindens påverkan. Här förekommer också delvis lavklädda klapperstensfält. De inre delarna av området täcks av en örtrik barrblandskog med upp till 200 år gammal tall och ett 30-tal insprängda vidkronade ekar och ett mycket stort inslag av en. Dessa är en rest av de öppna, betespräglade skogar som tidigare fanns i Bödaskogarna. Ännu idag betar nötkreatur här vilket gör att skogen får behålla sin "luckiga" och artrika karaktär. Västra stranden, mot Grankullaviken, är till största delen öppen med betade strandängar.
De gamla ekarna och tallarna utgör livsutrymme för såväl insekter som svampar, lavar och mossor. Här finns också en mycket rik flora med många hotade och ovanliga arter. Flera arter som till exempel ädelkronlav, vedspik och kort parasitspik är mycket sällsynta på Öland. Av de mera ovanliga kärlväxterna som finns i Trollskogen kan nämnas taggkörvel, ryl och baltisk malört. I Trollskogen finns också fjärilen tallprocessionspinnare, endast påträffad på tre platser i Norden. Anmärkningsvärt är också laven öländsk pricklav, som endast finns på Ölands norra och södra uddar och annars på Brittiska öarna. I Trollskogen finns Trolleken, som troligen är Ölands äldsta ek. Den uppskattas vara mellan 800 och 900 år och naturminnesmärkt.

## Fornlämningar

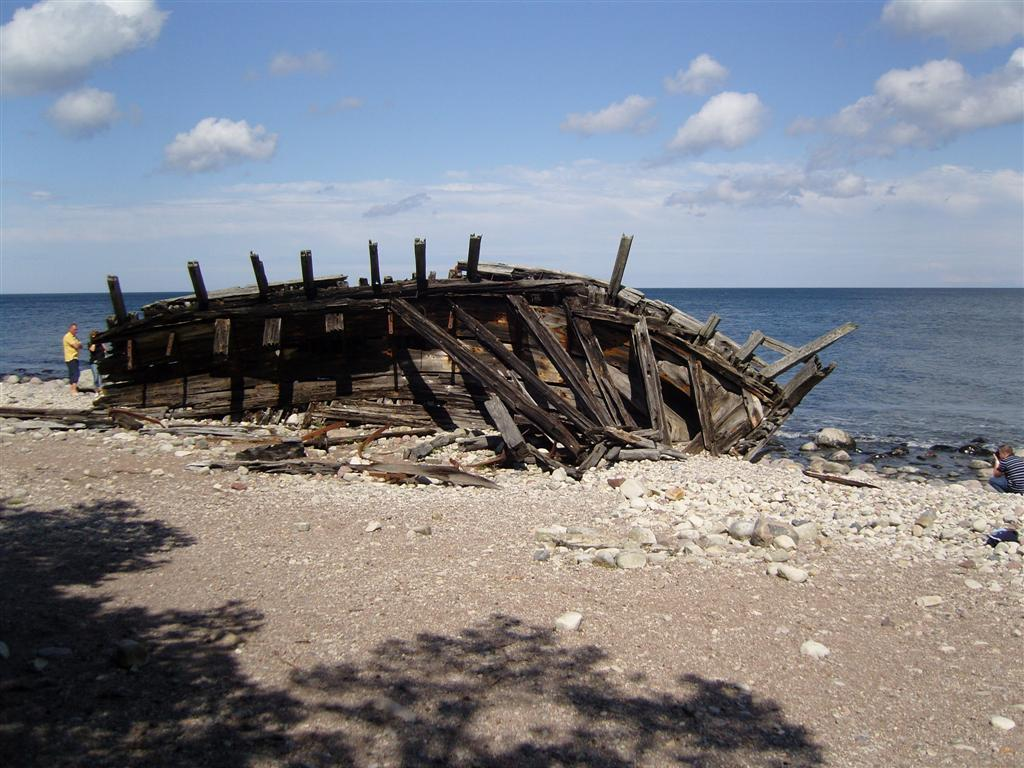
Vraket efter tremastaren "Swiks"

De äldsta spåren av människan i Trollskogen är ett 15-tal gravrösen och stensättningar. Örboviken (nuvarande Grankullavik) var på 1400-talet en viktig örlogsbas, från vilken man behärskade en stor del av mellersta Östersjön. Med hjälp av två skyttevärn, östra och västra skansen, försvarade man basen och dessa kan man ännu se spår av. I söder finns en ca 230 meter lång stenmur som anses gå tillbaka till Johan III:s dagar (1568-1592) och har troligtvis varit en jaktmur, liknande Karl X Gustavs mur på södra Öland.
På östra stranden ligger vraket efter den åländska skonaren "Swiks". Skeppet gick på en strandbank den 21 december 1926. Den sju man starka besättningen lyckades ta sig i land oskadd med hjälp av livbåt och fick husrum i Grankullavik.

## Vandringsleder och naturum Trollskogen
I området finns tre vandringsleder med informationsskyltar. En av dessa lämpar sig även för barnvagn. Vid parkeringen finns ett naturum, med ett flertal bodar innehållande information om området och dess natur, samt toaletter, cafeteria och grillstuga. Bodarna är återanvända rastkojor för skogsarbetare och användes under 50-60-talet på norra Öland. Dessa bodar drogs fram på medar av hästar under vintern. I somliga bodar kan spåren av kaminer ses. Naturum Trollskogen grundades 1973 i samband med att Ölandsbron byggdes.